# Úlpio Rômulo
Úlpio Rômulo (em latim: Ulpius Romulus) foi um oficial romano do século III, ativo no reinado do imperador Cláudio II (r. 268–270). É citada apenas nos Atos da santa Áurea de Óstia e, diante da dúvida sobre a veracidade das informações contidas na obra, pensa-se que talvez não tenha existido. A ele é atribuído o martírio de vários indivíduos tidos como santos, incluindo Áurea, Máximo, Arquelau e Quiríaco.

## Vida
Úlpio Rômulo esteve ativo sob Cláudio II (r. 268–270), quando serviu como vigário. Quando o imperador soube que Áurea de Óstia e outros santos ressuscitaram o filho de um sapateiro, chamou Úlpio e disse:
| “ | Isso só pode ter sido feito através da magia [...] Segure a sacrílega Áurea em cheque através da punição. Encobriu sua descendência real, e deseja viver permanentemente com práticas mágicas. Se tiver sacrificado aos deuses e deusas e confiadas neles, então viverá e minha acusação será retirada. Por outro lado, os que se descobrir que participaram dessa associação serão punidos e torturados de imediato. | ” |

Úlpio Rômulo foi até Óstia e ordenou que todos os santos fossem colocados sob custódia. Levantando-se ao alvorecer, ordenou que Áurea fosse levada diante dele e disse: "Que predileção louca por magia permeia você? Qual necessidade fez você desperdiçar sua majestade real e obscurecer sua ilustre linhagem?" E Áurea respondeu: "Anuviei demônios e abandonei ídolos feitos pelo homem e sem valor, e reconheci o único Deus vivo, o verdadeiro, e Jesus Cristo, nosso Deus, seu Filho, que virá julgar vivos e mortos, e condenar o diabo, seu pai, que, junto com Cláudio, te segura na escuridão". Rômulo disse: "Você tem louco desejo por magia! Desista dessas falsas crenças e concentre-se em sua nobreza!" Áurea soprou na face do vigário e disse: "Seu pobre homem! Se conhecesse a Deus, criador do céu e terra, sua boca não pronunciaria tais blasfêmias". Mas Rômulo, enfurecido, ordenou que fosse fixada ao cavalo de madeira. E enquanto esticavam seus tendões com força, ela disse, com alegria: "Eu te agradeço Senhor Jesus Cristo, que considerou digno de me levantar do submundo para os elevados céus". E Rômulo disse: "Onde está ele, seu Cristo, que de acordo com você vai libertá-la!" A abençoada Áurea respondeu: "Não sou digna, mas Aquele que considerou digno de me levar para longe da obscuridade do mundo, tem o poder de destruir você e Cláudio". E quando ela disse isso, o cavalo de madeira se quebrou em pedaços. Quando ela foi retirada do aparelho ele ordenou que ela fosse espancada com tacos, dizendo, com o volume de um pregoeiro público: "Sacrílega Áurea, não insulte os deuses e aqueles que governam o estado!". Mas ela disse: "Bem-aventurado o Senhor Jesus Cristo, a quem já posso ver!" Então Rômulo disse a seus assistentes: "Mantenha as chamas próximas a seus lados", e quando as chamas estavam queimando ela disse a Rômulo, feliz, com uma voz clara: "Homem infeliz! Você não tem vergonha de assistir? como meus membros estão sendo assados pelo fogo, quando você pensa em sua mãe? " Rômulo disse: "Sua infelicidade merece essas coisas. Porque você abandonou os deuses imortais e sua descendência real, e porque tem sido seu desejo ser contaminado com magia." Então ordenou que ela, meio queimada, fosse jogada de volta à prisão.
Úlpio então ordenou que o presbítero Máximo e o diácono Arquelau fossem trazidos diante dele, e a eles disse: "Através de vocês e seus ensinamentos as pessoas insultam os nomes dos deuses e enganam as pessoas, para que não creiam de acordo com o costumes antigos". Máximo respondeu: "Não somos nós que enganamos as pessoas, mas tanto quanto a graça de Deus permite através desse mesmo Jesus Cristo nosso Deus, nós nos libertamos dos erros mundanos, e lidamos com a propriedade em Seu santo nome". Então Rômulo disse: "Estes homens deveriam morrer". E ordenou que o bispo Quiríaco, Máximo e Arquelau e todos os soldados que eles converteram fossem decapitados perto do arco (de Caracala) em frente ao teatro. Ordenou que seus corpos fossem jogados no mar.
Após cinco dias, Rômulo ordenou que Áurea fosse trazida diante dele. Quando estava em pé na frente dele, se alegrou e disse: "Homem infeliz, por que você tem desperdiçado seus dias? Reconheça seu criador, Cristo, o Filho de Deus, e não adore pedras, bronze, prata ou ouro, mas adore o Senhor. Jesus Cristo, que foi crucificado, que ressuscitou do túmulo no terceiro dia e subiu ao céu, de onde virá para julgar os vivos e os mortos, e o mundo através do fogo". Rômulo respondeu: "Em um momento verá seu Cristo, em quem crê se não tiver sacrificado aos deuses". Áurea disse: "Homem bem falado, infeliz, e pela primeira vez a verdade veio da sua boca, quando você diz que não foi superado, se eu não tiver sacrificado aos demônios". Ele ordenou que suas mandíbulas fossem batidas com uma pedra por um longo tempo. Áurea gritou: "Glória a ti, Senhor Jesus Cristo, porque eu mereci ser chamada uma de tuas servas!" Rômulo disse: "Agora concentre-se em sua nobreza, adore os deuses, sacrifique e aceite um homem de acordo com sua descendência". Confiante e com voz clara, Áurea disse: "Eu tenho um homem, o Senhor do céu e da terra, Jesus Cristo, a quem você, homem infeliz, se recusou a conhecer. Em vez disso, você reconhece os demônios que encheram seu coração com loucura e raiva". Rômulo, enfurecido, ordenou que fosse desanimada pelo flagelo com bolas de chumbo, imediatamente, em sua presença. Mas quanto mais era espancada, mais se fortalecia. E ele sentenciou-a, ordenou que uma grande pedra fosse amarrada em volta do pescoço dela e que fosse jogada no mar.
Então Rômulo deteve Sabiniano, um agricultor de sua propriedade, e começou a exigir dele sua fortuna, dizendo: "A sacrílega Áurea, que preferiu morrer através da magia, em vez de aproveitar a vida conosco, sempre gostou de sua amizade. Agora rapidamente traz à nossa presença sua fortuna e jóias, e sacrifica aos deuses, e vive e se humilha de acordo com as ordens imperiais". Sabiniano disse: "Mas sempre fui ensinado a ser humilde pela santa e abençoada Áurea, que me ensinou a reconhecer meu Senhor, Jesus Cristo, que nasceu da virgem Maria através do Espírito Santo. E você deve saber que o que faço não tem ouro nem prata nem pérolas, senão o Senhor Jesus Cristo". Rômulo disse: "Faça um favor a si mesmo e devolva o tesouro escondido do imperador, sacrifique aos deuses e desista da falsa loucura". Sabiniano disse: "Não, mereço ser espancado por meus pecados, mas agradeço ao meu Senhor Jesus Cristo, e acredito que sou capaz de reconhecer sua compaixão, Aquele que considerou digno conceder-me a graça através do batismo. E deve saber que não tenho esse ouro temporal, e que meu pescoço não se curva a demônios. Faça o que quiser". Rômulo, enfurecido, ordenou que seu pescoço fosse espancado pelo açoite com bolas de chumbo, e em voz muito alta disse: "Não insulte os deuses e deusas dos imperadores!". No mesmo dia, Hipólito, já velho, ao ouvir isso, visitou Rômulo, a quem falou da seguinte maneira, com voz clara: "Homem infeliz, se você soubesse, não torturaria os pescoços dos santos, mas seja humilde a si mesmo, e creia em Deus, e no Senhor Jesus Cristo e seus servos, e não em pedras e metais infrutíferos". Rômulo, enfurecido, deu instruções para que fosse enterrado vivo num buraco, com mãos e pés algemados. Mas quando Hipólito foi jogado num buraco em frente às muralhas do Porto Romano, ouviu-se um ruído durante um período de uma hora, soando como crianças agradecendo a Deus em voz alta. Rômulo disse: "Reconheço isso como a loucura da magia".
Então, enfurecido, começou a gritar e disse: "Este Sabiniano que é consumido pelo desejo de magia e um desejo de riquezas, logo vou quebrá-lo em pedaços ou arrancá-lo da terra, se não tiver sido humilde ante os deuses, e não ter sacrificado a eles". Depois de dizer isso, ordenou que fosse espancado com porretes e disse em voz muito alta: "Entregue o tesouro do imperador e seja humilde diante dos deuses que governam o Estado". Mas ele disse: "Eu te agradeço, Senhor Jesus Cristo, que julgou digno que eu me juntei aos seus servos". E embora tenha sido espancado por longo tempo, seu rosto permaneceu firme e alegre. Rômulo, enfurecido, ordenou que fosse içado sobre o cavalo de madeira, e enquanto seus tendões estavam esticados com força e Rômulo gritava para ele, continuou agradecendo ao Senhor Jesus Cristo. Rômulo disse: "Está louco e feliz com seus planos mágicos", e ordenou que fosse queimado pelas chamas. E quando levaram as chamas para os lados, Rômulo começou a gritar e disse: "Agora faça um favor a si mesmo e entregue o tesouro!" Sabiniano agradeceu a Deus e disse: "Senhor, aceita meu espírito". E quando disse isso, seu espírito deixou seu corpo. Rômulo ordenou que seu corpo fosse jogado em um poço.